# 431 f.Kr.
| 431 f.Kr.          |
| ------------------ |
| Dødsfald - Fødsler |

## Begivenheder
- Den Peloponnesiske Krig mellem Athen og Sparta begynder.